# Győző Kulcsár
Győző Kulcsár (n. 18 octombrie 1940, Budapesta, Regatul Ungariei – d. 19 septembrie 2018, Budapesta, Ungaria) a fost un scrimer maghiar, medaliat olimpic. A participat la 4 ediții ale Jocurilor Olimpice (1964, 1968, 1972, 1976) în care a câștigat două medalii de aur și două medalii de bronz.